# Fort de Huy
 (avril 2012).
Si vous disposez d'ouvrages ou d'articles de référence ou si vous connaissez des sites web de qualité traitant du thème abordé ici, merci de compléter l'article en donnant les références utiles à sa vérifiabilité et en les liant à la section « Notes et références ».
Ne doit pas être confondu avec Château de Huy.
Ne doit pas être confondu avec Fort de Huy.
Le fort de Huy est une forteresse située au bord de la Meuse et qui domine la ville de Huy, dans la province de Liège en Belgique. 
Il fait partie de la première ligne fortifiée de la barrière Wellington et fut construit à partir de 1818 sous le règne de Guillaume Ier, alors souverain du Royaume uni des Pays-Bas, auquel appartient la région et fait partie des citadelles mosanes.
Il se trouve à l'emplacement de l'ancien Tchestia, une des « quatre merveilles » de la ville de Huy.

## Histoire

### Contexte et construction
Le fort de Huy fut construit juste après la création du Royaume uni des Pays-Bas par le congrès de Vienne comme état-tampon contre la France. Dans ce cadre, le Royaume-Uni de Grande-Bretagne et d’Irlande finance massivement le projet de la barrière Wellington, composée de trois lignes de fortifications plus-ou--moins parallèles à la frontière française. La citadelle de Huy est bâtie sur le site de l'ancien château de Huy. La première pierre est posée le 6 avril 1818 par le lieutenant-colonel Heimerick Camerlingh du génie militaire des forces armées du Royaume uni des Pays-Bas. La construction, sur base des plans de Camerlingh et son contrôle par le capitaine ingénieur Johannes Allatus Anemaet (nl), dure cinq ans.

### Période belge
Lorsque la révolution belge éclate fin août 1830, la population de la province de Liège participe au mouvement insurrectionniste, et Huy ne fait pas exception : le fort est pris le 7 septembre 1830 par la garde bourgeoise de la ville, sans combats. Il ne dispose alors pour toute garnison qu'une vingtaine de canonniers invalides, commandés par le capitaine Banneux qui cède lui-même les clefs aux insurgés. Le drapeau de Liège est arboré en haut de la citadelle tandis que les soldats de la garnison sont emprisonnés avant d'être conduits à Liège par bateau. Après quoi, Isidore Donckier fut nommé commandant militaire de la place et, lorsqu'il entra dans l'armée belge, son frère Charles lui succéda.
La forteresse ne servit jamais pour l'armée belge mais devint une prison politique, en 1848, pour les républicains du « Risquons-tout ». Après quoi, la citadelle est cédée à la ville de Huy en 1876, puis rachetée par l'État belge en 1880 qui la réintègre dans le système défensif de la Meuse en 1914. Le 7 avril 1899 vers 10 h 30 une explosion d'obus de 12 centimètres pendant une révision et provoque la mort de quatre soldats, en blesse six autres et déclenche un incendie dans le fort.
Le fort devient alors un camp de discipline interne pour les Allemands pendant l'occupation allemande. Après la Première Guerre mondiale, le fort est utilisé pour héberger des prisonniers russes puis une école régimentaire pour le 14e régiment de Ligne. À partir de 1932, le fort est utilisé pour des activités touristiques afin de visualiser le panorama de la ville. 

### Seconde Guerre mondiale

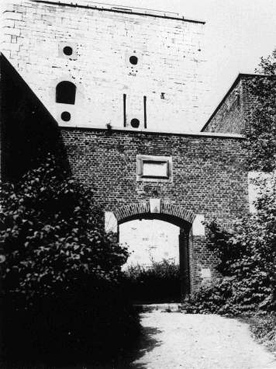
Vue de Huy, 1940-1945

En 1939, des soldats allemands sont internés au fort après avoir franchi la frontière belge. Le 10 mai 1940, avec la déclaration de guerre de l'Allemagne nazie et le lancement de la campagne des 18 jours, ces soldats passent du régime d'internés à celui de prisonniers de guerre. Le fort est attaqué par les Allemands peu de temps après afin de libérer les prisonniers. Cependant, ces derniers ont déjà été transférés ailleurs. Dès lors, le fort est utilisé par les Allemands, principalement comme centre d'internement pour des prisonniers politiques et des otages. Il est sous l'administration de la Wehrmacht et dirigé par le commandant Frimberger. Plus de 6 500 patriotes y sont internés. Les motifs des arrestations sont variables : résistance, banditisme, marché noir, réfractaires au travail obligatoire, otages, communistes, grève... On retrouve également différentes nationalités chez les internés. À partir de juillet 1940, des prisonniers anglais, des grévistes français, des russes sont internés à Huy. Environ la moitié des internés sont des otages. Ils courent le risque d'être exécutés. Mais finalement, aucun d'entre-eux n'est exécuté sur place mais emmenés ailleurs avant leur assassinat. À partir du 22 septembre 1941, le fort de Huy est également utilisé comme camp de transit avant la déportation vers des camps de concentration, principalement Vught et Neuengamme. À la Libération, le fort est transformé en centre d'internement pour inciviques. 
Un Musée de la Résistance et des Camps de Concentration y est installé depuis 1992.

### xxesiècle
De 1957 à 2012, un téléphérique permettait le survol de la ville avec un passage au-dessus du fort. Un des câbles du téléphérique est sectionné par un hélicoptère Robinson R22 le 6 avril 2012,. 

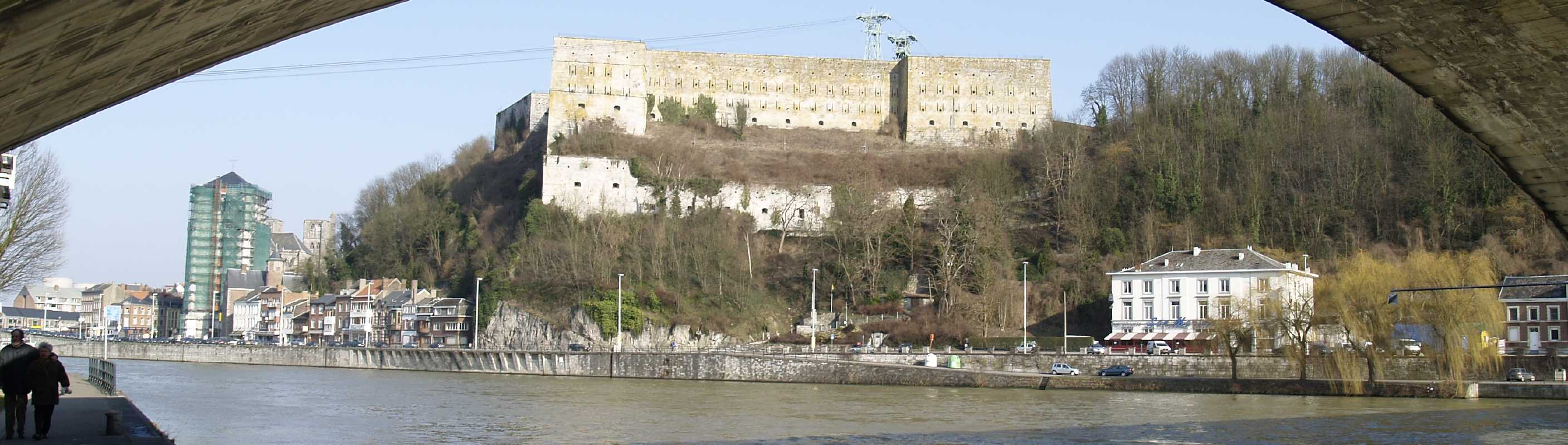
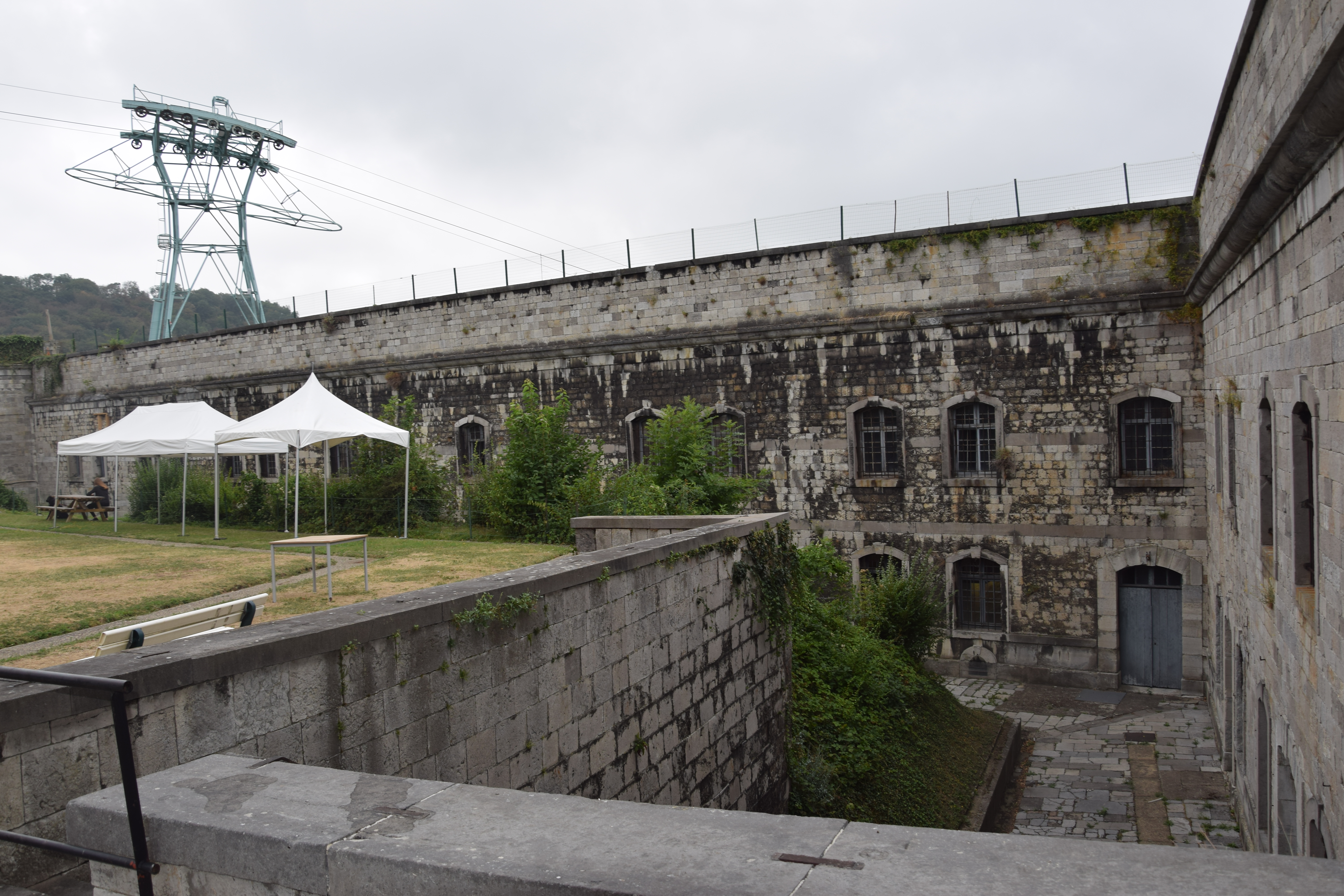
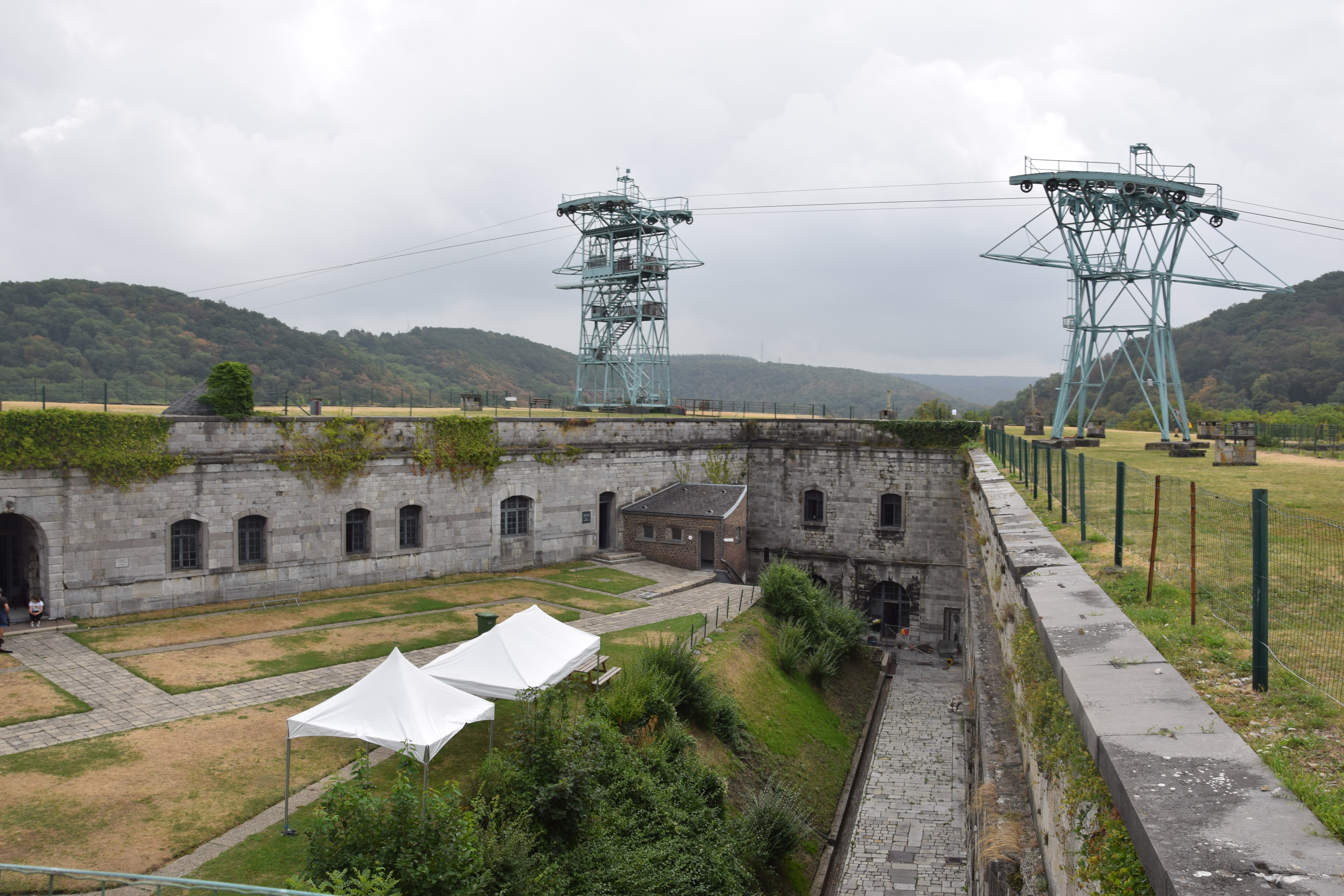

### xxiesiècle
Une demande de reconnaissance du fort comme patrimoine matériel de l’humanité introduite en 2007 a été rejetée.
À la suite d'un appel d'offres de la ville de Huy, le bureau d'architectes U'MAN et le cabinet ERIC ont été désignés pour concevoir les travaux de réhabilitation du téléphérique. Le chantier a commencé en septembre 2020 et la réouverture est annoncée pour le printemps 2024.
Le 27 mars 2024, la ville de Huy annonce la réouverture du téléphérique pour le 28 avril de la même année.

## Galerie

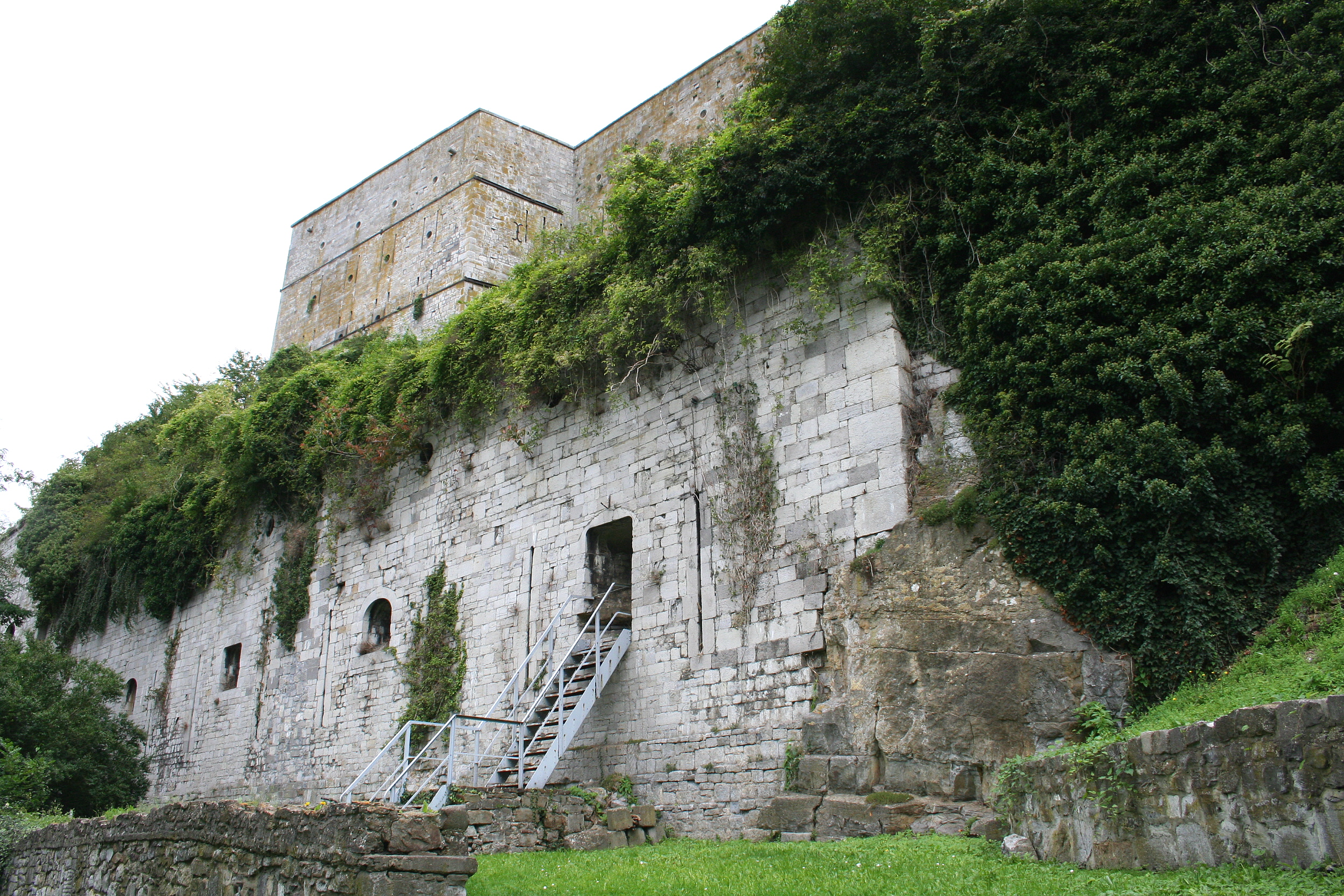
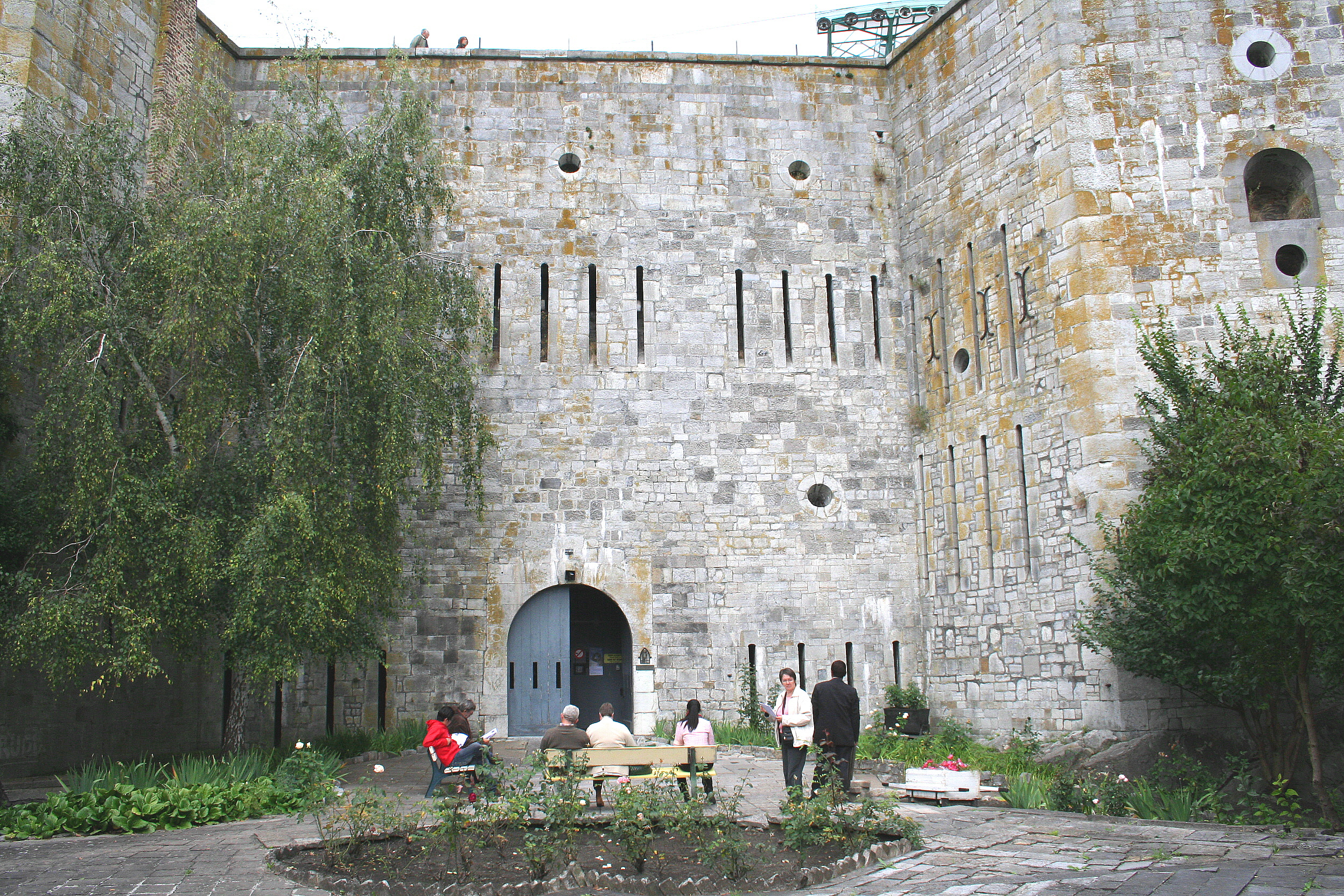
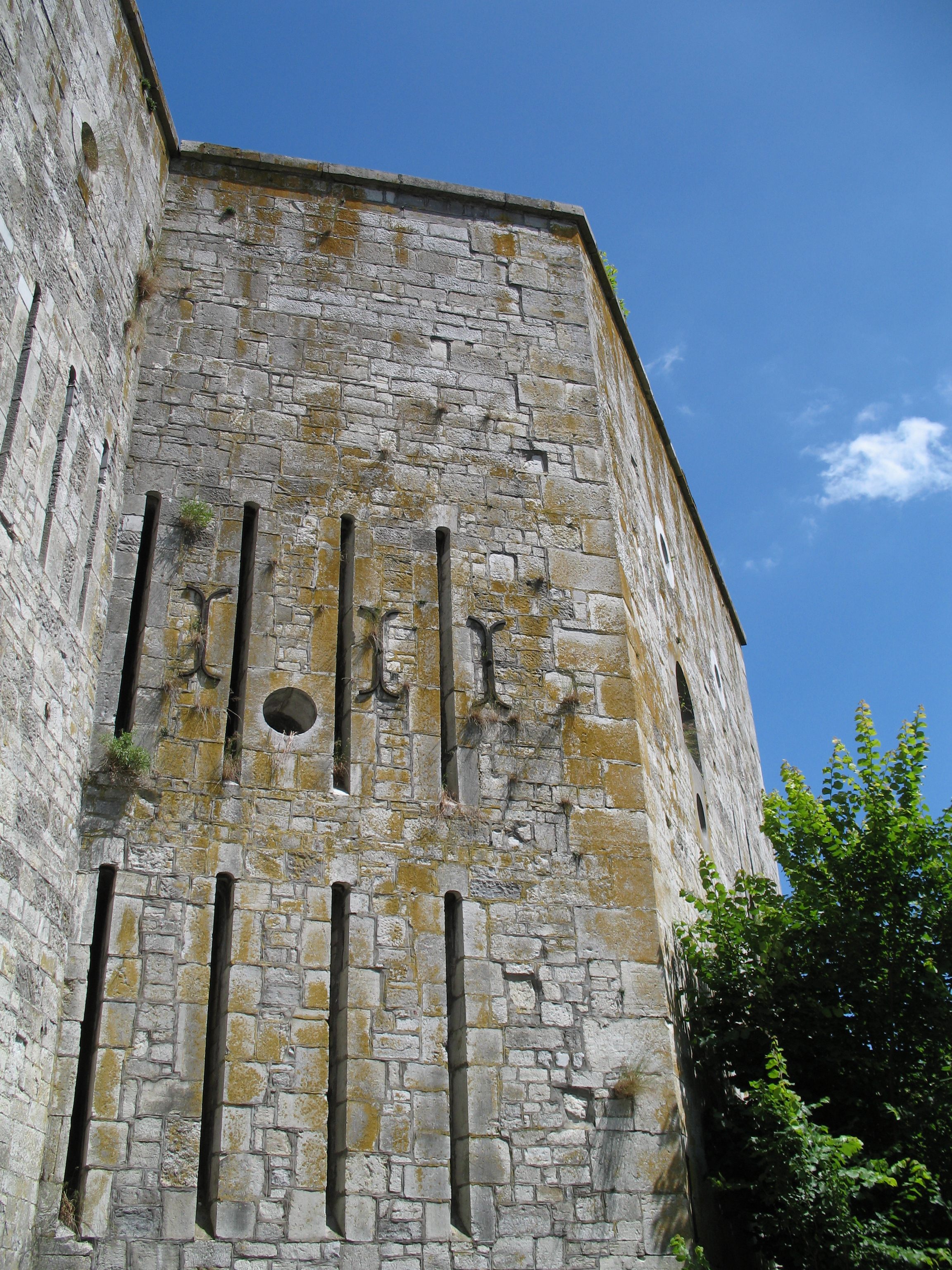
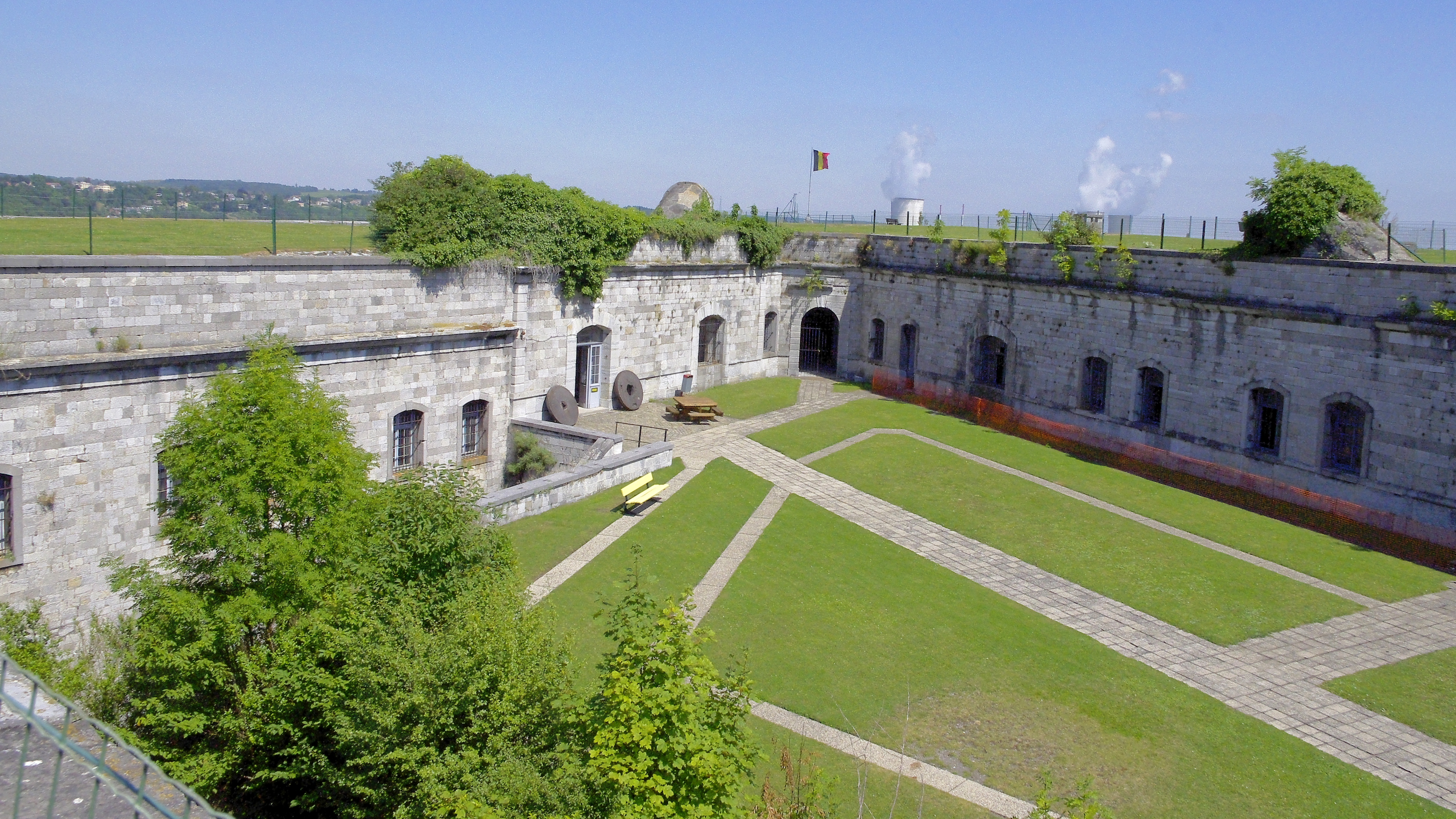
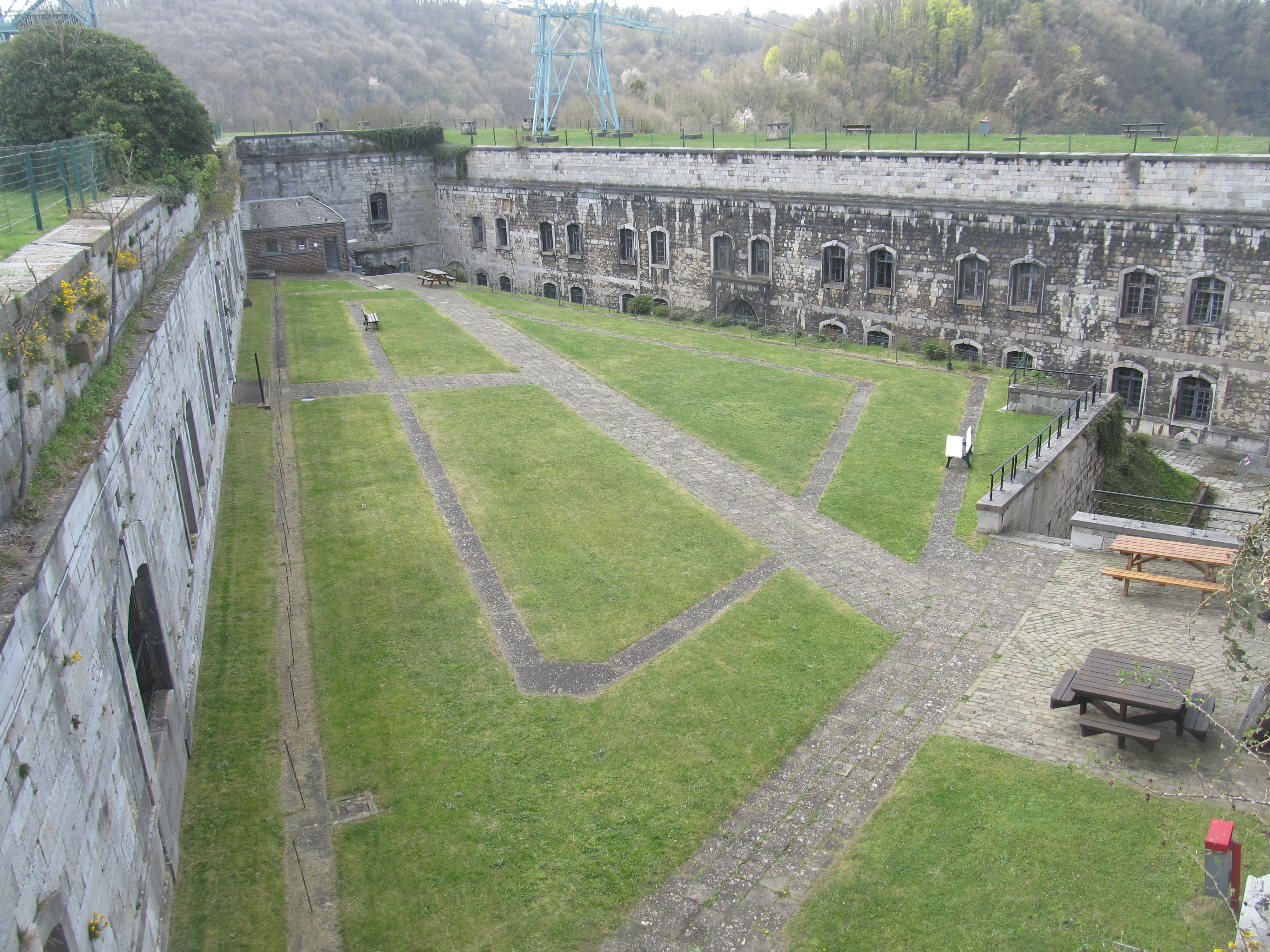
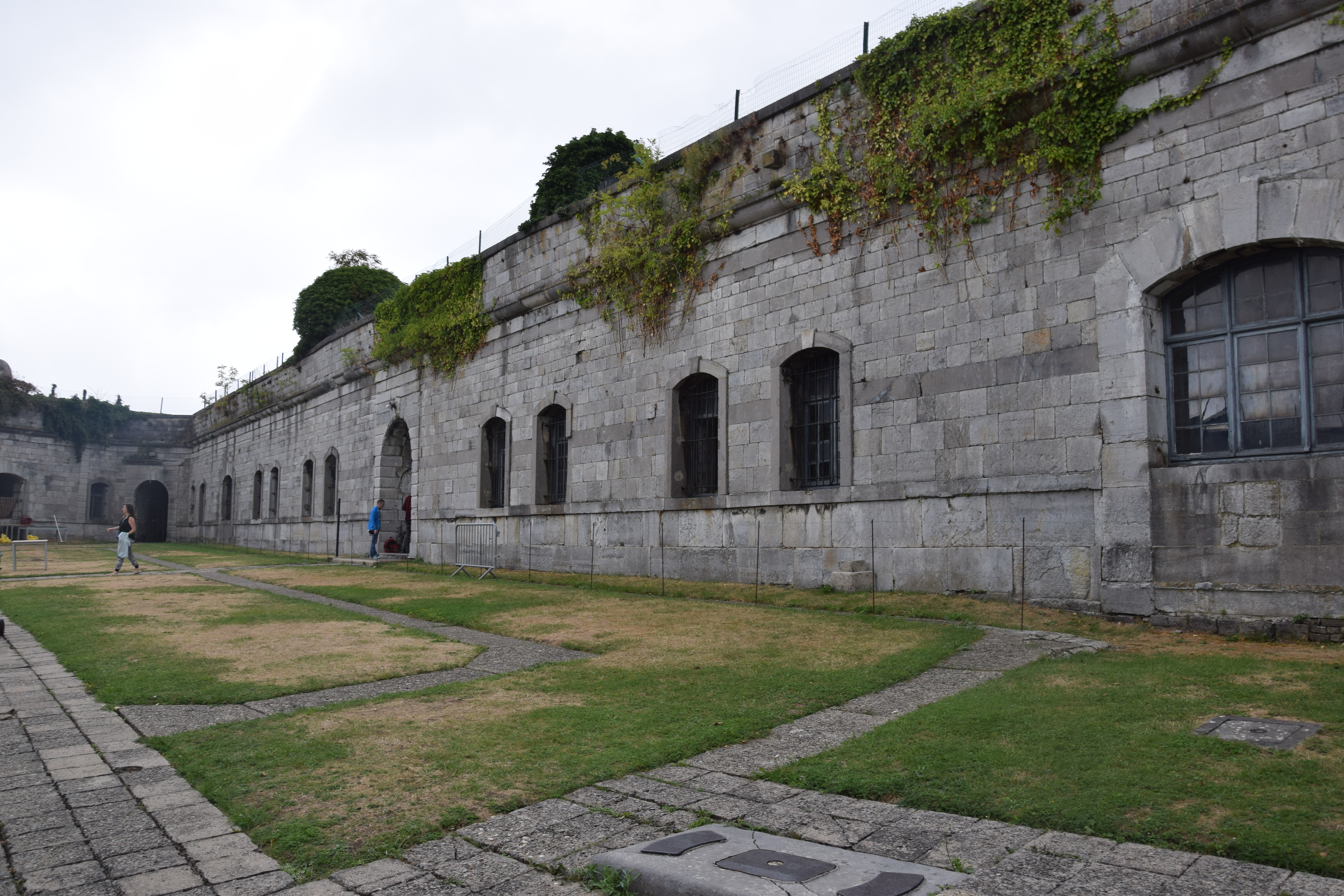
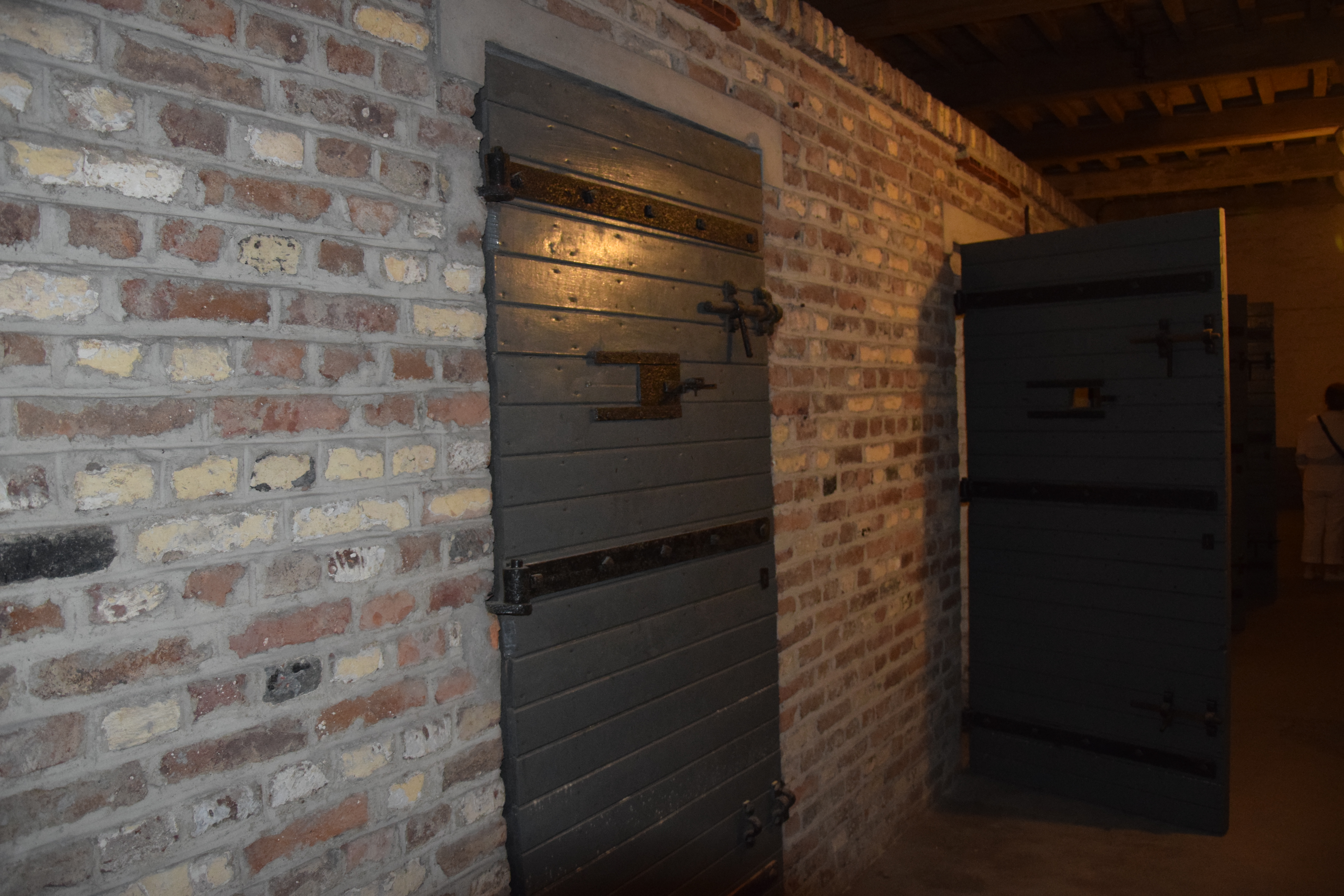
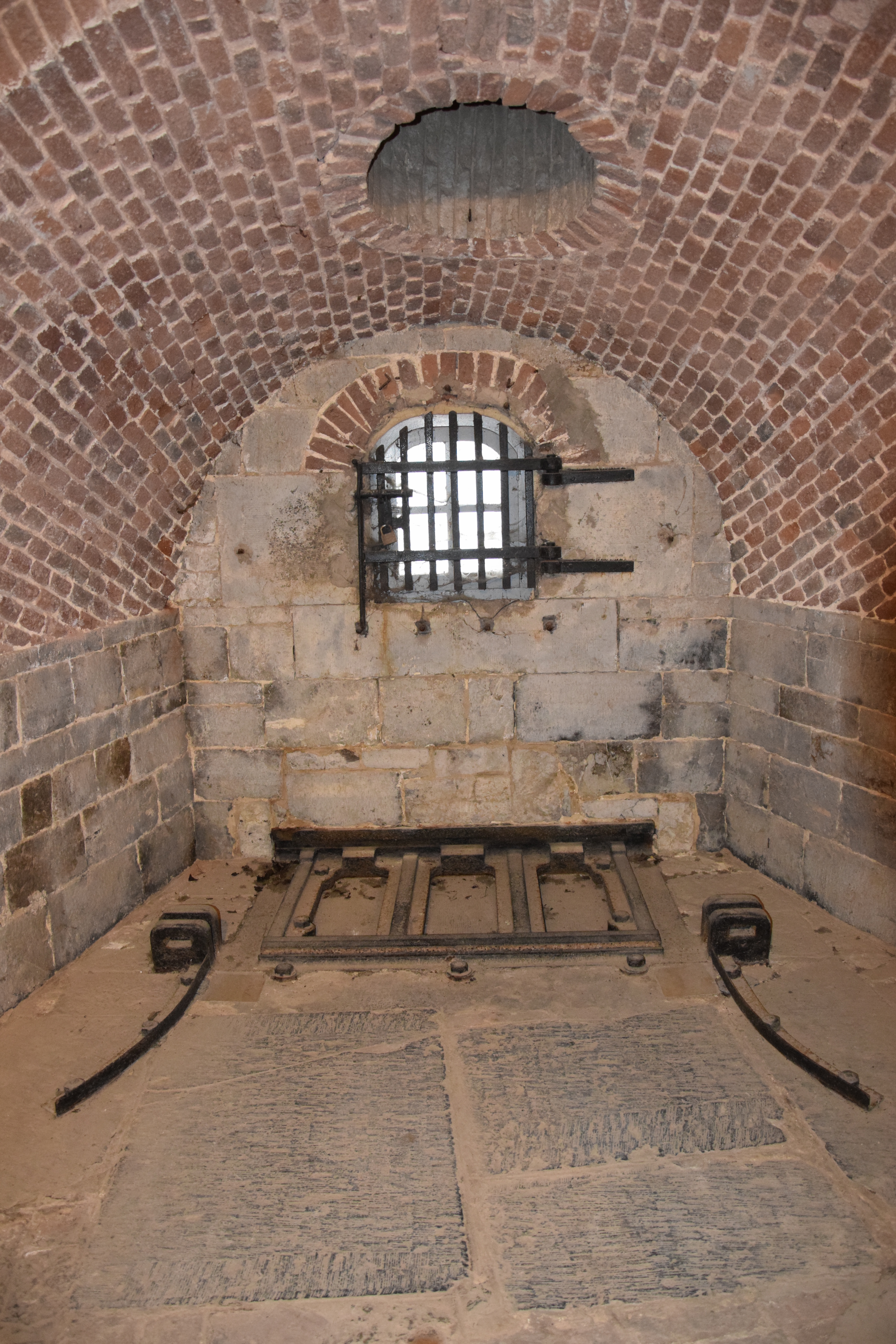
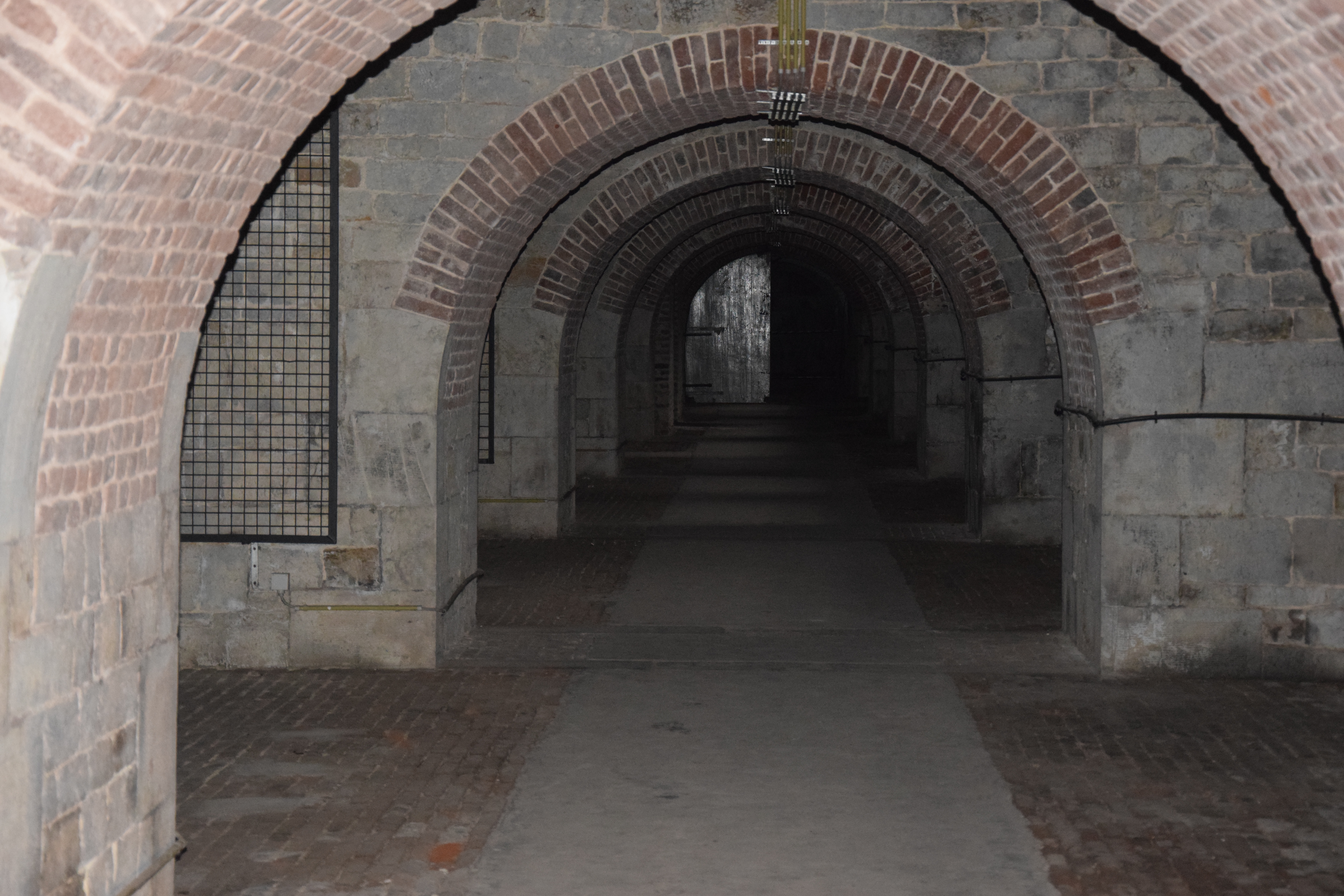
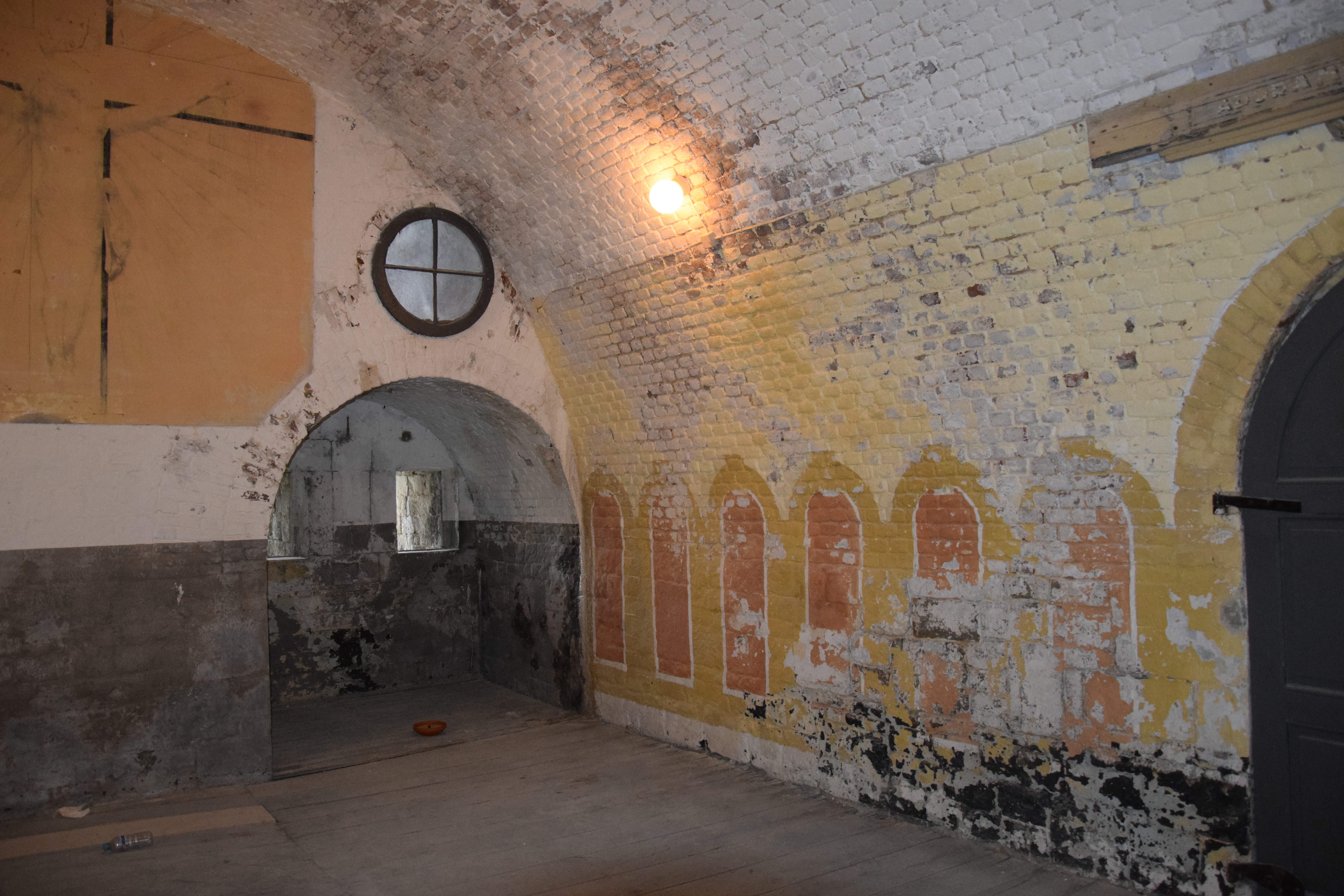
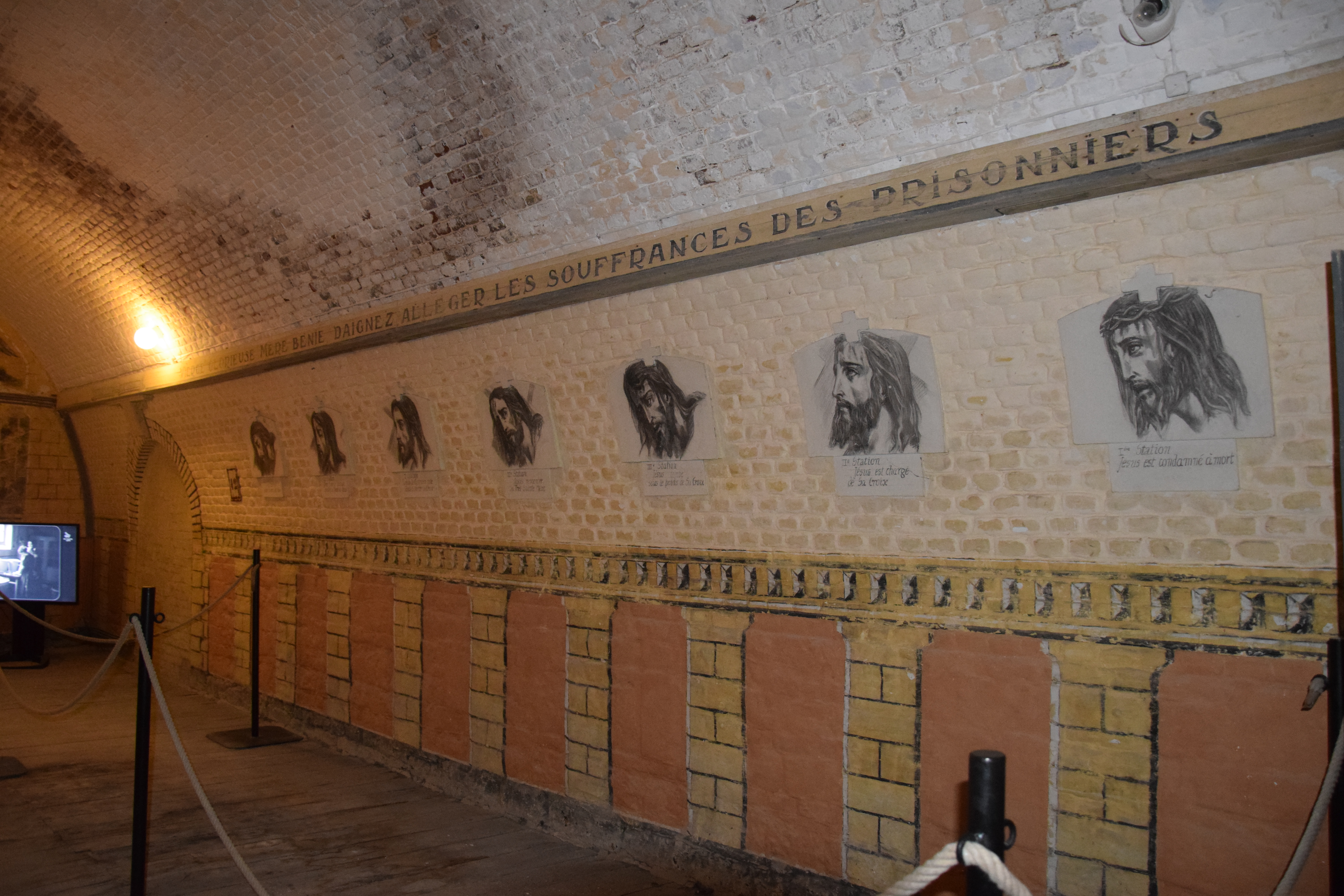
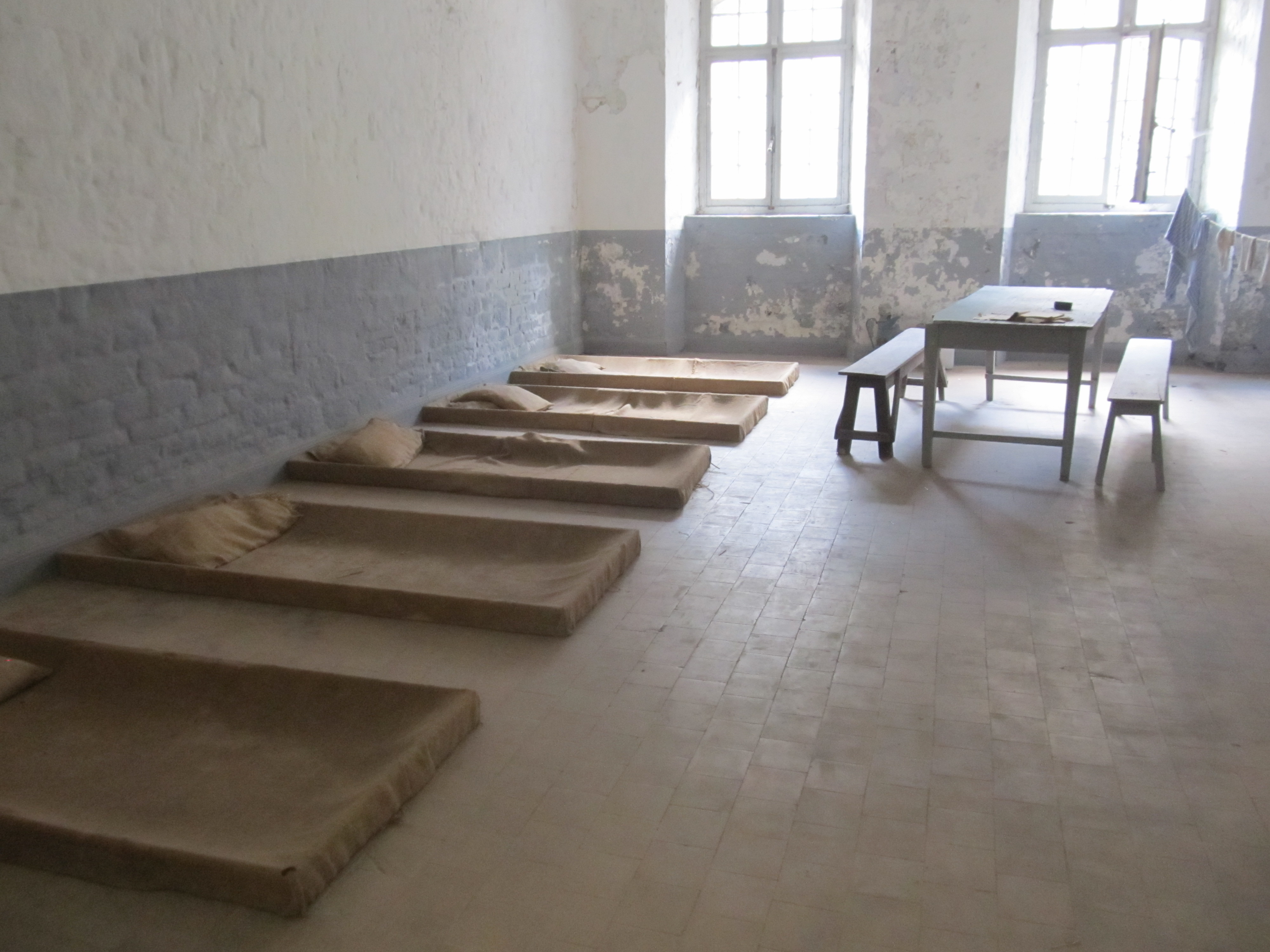